# 帕格利亞峰
46°13′55″N 09°13′09″E / 46.23194°N 9.21917°E

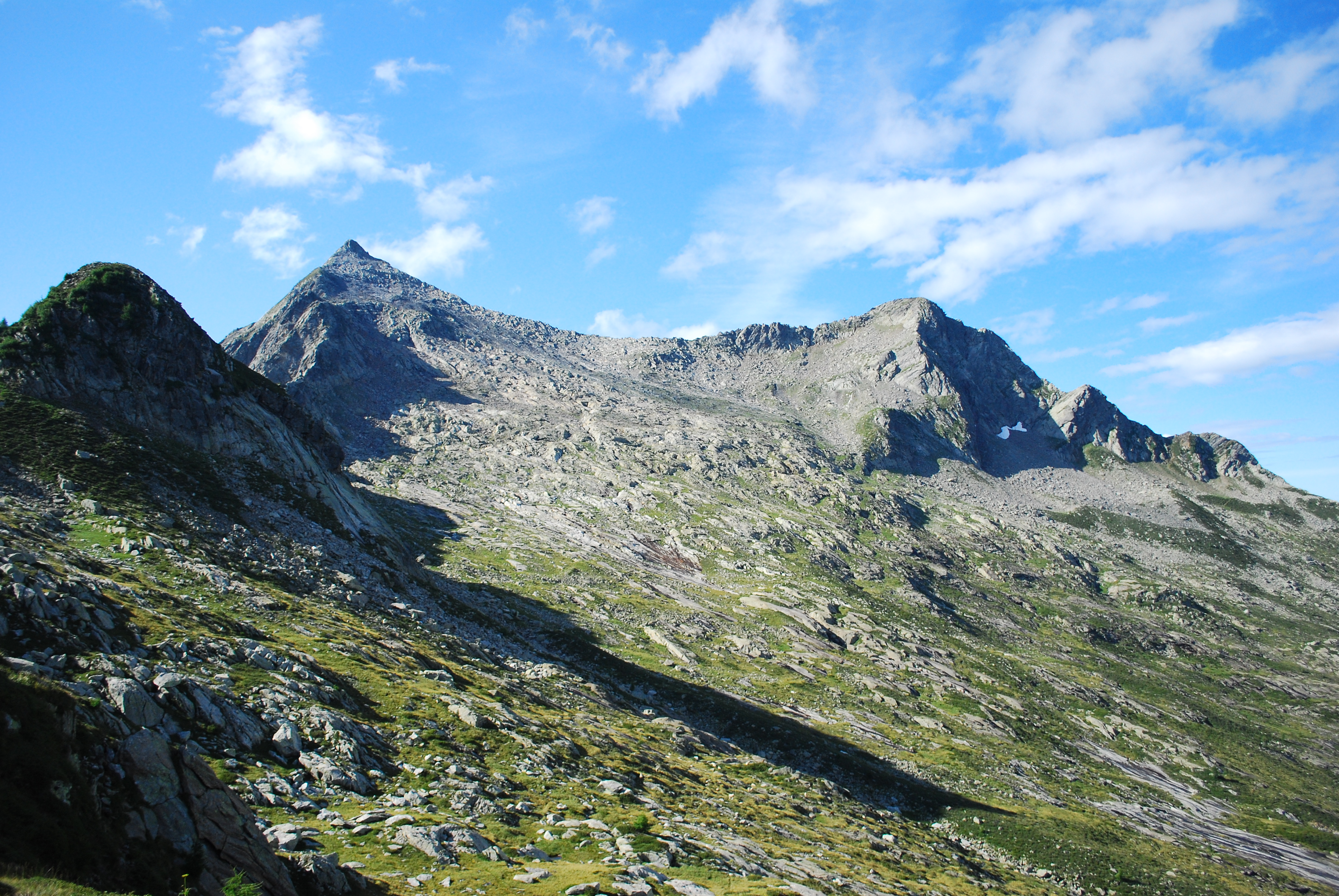

帕格利亞峰（Pizzo Paglia），是瑞士的山峰，位於該國東南部，由格勞賓登州負責管轄，屬於勒蓬廷阿爾卑斯山脈的一部分，海拔高度2,593米，每年平均降雨量1,851毫米。

## 外部連結
- Pizzo Paglia on Hikr （页面存档备份，存于）